# Бівер (округ Кларк, Вісконсин)
Бівер (англ. Beaver) — місто (англ. town) в США, в окрузі Кларк штату Вісконсин. Населення — 826 осіб (2020).

## Демографія
Згідно з переписом 2010 року, у місті мешкало 885 осіб у 247 домогосподарствах у складі 205 родин. Було 267 помешкань
Расовий склад населення:
| - 98,3 % — білих - 0,3 % — корінних американців - 0,3 % — азіатів |

До двох чи більше рас належало 0,5 %. Частка іспаномовних становила 0,7 % від усіх жителів.
За віковим діапазоном населення розподілялося таким чином: 41,0 % — особи молодші 18 років, 51,8 % — особи у віці 18—64 років, 7,2 % — особи у віці 65 років та старші. Медіана віку мешканця становила 26,1 року. На 100 осіб жіночої статі у місті припадало 113,8 чоловіків;  на 100 жінок у віці від 18 років та старших — 123,1 чоловіків також старших 18 років.
Середній дохід на одне домашнє господарство  становив 85 694 долари США (медіана — 58 365), а середній дохід на одну сім'ю — 98 472 долари (медіана — 68 750). Медіана доходів становила 40 500 доларів для чоловіків та 26 786 доларів для жінок. За межею бідності перебувало 10,1 % осіб, у тому числі 11,5 % дітей у віці до 18 років та 4,8 % осіб у віці 65 років та старших.
Цивільне працевлаштоване населення становило 317 осіб. Основні галузі зайнятості: виробництво — 21,5 %, освіта, охорона здоров'я та соціальна допомога — 18,3 %, сільське господарство, лісництво, риболовля — 16,4 %.